# Ophiderpeton
Ophiderpeton és un gènere extint de lepospòndils que van viure a la fi del període Carbonífer en el que avui és la República Txeca, Irlanda, Anglaterra i els Estats Units. El gènere va ser anomenat per Thomas Henry Huxley en 1866, sent assignat al grup Ophiderpetontidae per Carroll.

## Taxonomia
- Ophiderpeton granulosum
- Ophiderpeton amphiuminum
- Ophiderpeton nanum
- Ophiderpeton vicinum
- Ophiderpeton pectinatum
- Ophiderpeton zieglerianum